# 齒杜英木
齒杜英木（學名：Elaeocarpus dentatus）是一種紐西蘭特有的低地植物。其毛利名稱有多個，包括 hīnau、hangehange、pōkākā及 whīnau。
齒杜英木屬於杜英科杜英屬，於紐西蘭北島及南島均有分佈，但並未出現於斯圖爾特島上。葉片為深綠，葉緣齒狀。葉的底部有小坑。於春天長出成簇的小白花，並於夏未結出肉汁豐富的果子。
首次的科學紀錄由博物學家约瑟夫·班克斯及丹尼尔·索兰德於1769年11月5日所紀錄。

## 參考文獻

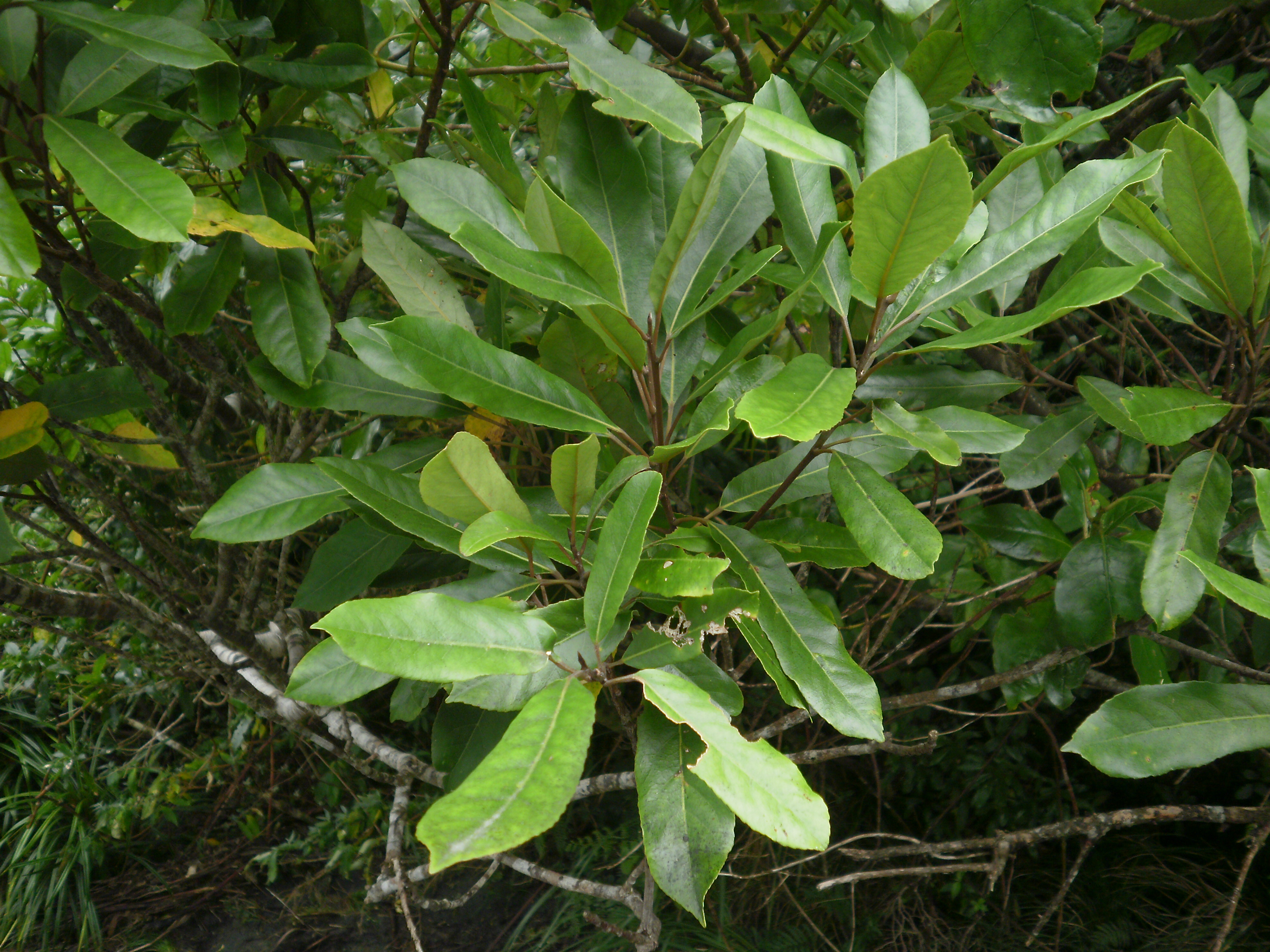
齒杜英木的葉片

## 外部連結
- 有關齒杜英木的介紹[永久]